# いつでも夢を (映画)
『いつでも夢を』（いつでもゆめを）は、1963年（昭和38年）公開の日本映画。製作・配給：日活。監督：野村孝。カラー、シネマスコープ（2.35:1）、89分。前年に発売された楽曲『いつでも夢を』がヒットしたことを受けて製作された映画（ヒット曲映画化作品）のひとつで、同曲をデュエットした橋幸夫と吉永小百合が主演した。同曲が本作のタイトルバックで主題歌として使用されているほか、橋・吉永のヒット曲が作中で多数歌われる。
高度成長下の工場地帯を舞台に、貧しくとも幸せを求めてひたむきに生きる若者たちの恋と友情と青春が描かれる。

## ストーリー
東京・下町の町工場「森田機械製作所」では月1回、産業医・三原が厚意で無料健康診断を行っている。共にやって来る三原の養女で看護師見習いのひかるが大人気で、医務室には工員が殺到するのだった。工員の1人・勝利（かつとし）は、ひかると夜間高校の同級生でもあった。新任のトラック運転手・留次（とめじ）が工場への出入りを始め、勝利やひかると仲良くなる。父・長太郎が出奔したために働いて一家の生活を支える勝利は「全日制に負けない学力をつけて、一流会社に就職するのが夢だ」と留次に話す。留次は東北のある村で生まれた8人兄弟の末っ子で、生活のために故郷を出て以来勉学に縁がなく、夢に向かう勝利に秘かに敬意を抱く。
勝利と留次は、ひかるの誕生日会に呼ばれる。その帰途、留次は勝利にひかるに好意を持っていることを明かす。勝利の狼狽ぶりから同じようにひかるへの恋情を見て取った留次は、「これからは、彼女への態度は五分で張り合おうじゃないか」と告げ、友情を保ったまま恋のライバル関係となる。
そんな中、勝利の弟・和平が父・長太郎に偶然再会する。長太郎は家族を蔑ろにして一攫千金狙いの虚業に打ち込んだ末、姿を消していた。長太郎は「まとまった金を稼がなければ、勝利に合わせる顔がない」と話す。そうして和平と別れたきり、再び連絡が取れなくなる。
勝利は好成績が認められ、志望する大手商社・東洋物産の入社試験に臨むが、夜間高校出身の者は「世間ずれしている」という偏見により不採用となる。勝利は落ち込み、工場にも夜間高校にも現れなくなる。心配したひかるが自宅に引きこもる勝利を外に連れ出し、孤児であった自分の生い立ちを語り、「私たちはどんな目に遭っても、いつでも夢を見ていなければならないわ」と力付ける。そこに留次も現れる。「もう高校へは行かない。職工には学問なんかいらないからな」と口走る勝利を留次は殴り飛ばし、「試験に1回落ちたぐらいで甘ったれるんじゃねえ」と叫ぶ。
和平が息せき切って現れ、長太郎が交通事故で重傷を負い入院していることがわかったと告げる。一同は病院に急ぐ。長太郎は集まった一同にこれまでの身勝手な行動を謝罪する。それを聞いた勝利は黙って病院を去ろうとする。呼び止めたひかると留次に、勝利は「工場に行く。今からなら夜勤に間に合うだろう」と告げる。ひかると留次は元気を取り戻した勝利を見て喜ぶ。3人は手を握り合う。

## 出演者
- 岩下留次（留やん）：橋幸夫（ビクター）
- 木村勝利（カッちゃん）：浜田光夫
- 三原ひかる（ピカちゃん）：吉永小百合

- 三原泰山（ひかるの養父）：信欣三
- 木村あい（勝利の母）：初井言栄
- 木村長太郎（勝利の父）：織田政雄
- 木村和平（勝利の弟）：市川好郎
- 黒木先生：内藤武敏
- 松本秋子（勝利・ひかるの同級生、結核で療養中）：松原智恵子
- 岩下花子（留次の母）：飯田蝶子
- 玄海（僧侶、三原の囲碁仲間）：中村是好

- 金造（留次の同僚）：野呂圭介
- 山田（勝利の同僚）：木下雅弘
- 飯田（勝利の同僚）：木島一郎
- 別所（勝利の上司）：紀原土耕
- 赤ん坊を医院に連れて来た母親：福田トヨ
- 女生徒2：有田双美子
- 久保（勝利の同僚）：亀山靖博
- 工員2：光沢でんすけ
- 居酒屋「ひさご亭」の客：英原穣二
- 東洋物産人事課長：雪丘恵介

- ：澄川透
- 療養所の医師：小柴隆
- 工員1：河瀬正敏
- 事務員：久遠利三
- 「ひさご亭」の客：三笠鉄郎
- 流しA：本目雅昭
- 男生徒1：糸賀靖雄
- 男生徒2：石崎克巳
- 女生徒1：武内悦子
- 「ひさご亭」の女将：谷川玲子

- 山本戻都子
- 女生徒3：辻野房子
- 流しB：織田俊彦
- 工員3：芹沢辰夫
- 男生徒3：沢井昭夫
- ：秋山茂
- ：田中滋

## スタッフ
- 監督：野村孝
- 企画：児井英生
- 脚本：下飯坂菊馬、田坂啓、吉田憲二

- 撮影：横山実
- 照明：河野愛三
- 録音：片桐登司美

- 美術：木村威夫
- 編集：鈴木晄
- 助監督：吉田憲二

- 技斗：峰三平
- スクリプター：秋山みよ（クレジットなし）[1]
- スチール：目黒祐司（クレジットなし）[2]

### 音楽
- 音楽：吉田正
- 主題歌：
  - 橋幸夫・吉永小百合「いつでも夢を」（1962年度日本レコード大賞受賞作品）（作詞：佐伯孝夫）
- 挿入歌：
  - 橋幸夫「潮来笠」「おけさ唄えば」「北海の暴れん坊」「若いやつ」（作詞：佐伯孝夫）
  - 吉永小百合「寒い朝」（作詞：佐伯孝夫）
  - 浜田光夫「街の並木路」（作詞：滝田順 作曲：久慈ひろし）

## ロケ地
- 東京都荒川区（荒川土手、荒川と隅田川の三角州、工場街など）[1]
- 東京都千代田区（丸の内、祝田橋交差点）[1]
- 東京都港区（東京タワー）[1]
- 東京都北区豊島
- 東京都足立区（千住、宮城）
- 東京都調布市入間町

ほか